# Eugenio García Barbarín
Eugenio García Barbarín (f. 1928) fue un escritor y profesor español.

## Biografía
Maestro en Madrid y colaborador de La Escuela Moderna (1897), fue autor de un gran número de obras declaradas de utilizada para la enseñanza. Entre sus publicaciones se encontraron títulos como Historia de la pedagogía española (Madrid, 1903), Prosa y verso, tronos escogidos (1904), Gloria á Cervantes (1905), Cuentos de la maestra (1907), Veladas de la maestra (1908), Veladas del padre Lorenzo (cuentos orientales antiguos, 1911) e Historia general contemporánea (Gerona, 1916). Falleció el 26 de julio de 1928 en Madrid.